# Haqvinus Matthiæ Neokylander
Haqvinus Matthiæ Neokylander, född 1599, död 1675 i Västra Hargs församling, Östergötlands län, var en svensk präst och riksdagsman.

## Biografi
Haqvinus Neokylander föddes 1599 och var son till kyrkoherden Matthias Gemelli Cuprimontanus i Nykils församling. Han blev 1626 student vid Uppsala universitet och prästvigdes 7 april 1628. Neokylander blev sedan krigspräst och följde med till Preussen. Den 12 juni 1639 blev han komminister i Västra Hargs församling och 1642 kyrkoherde i församlingen. Neokylander avled 1675 i Västra Hargs församling.
Neokylander var respondent vid prästmötet 1637 och prästmötet 1645. Han var förste predikant vid prästmötet 1652 och riksdagsman för prästeståndet i Sverige vid riksdagen 1640.

## Familj
Neokylander gifte sig första gången med Anna Larsdotter. Hon var dotter till kyrkoherden Laurentius Benedicti i Västra Hargs församling. De fick tillsammans dottern Sofia Neokylander (född 1636) som var gift med kyrkoherden Ericus Nicolai Harlinus i Östra Tollstads församling.
Neokylander gifte sig andra gången 1654 med Susanna Figrelius (död 1680). Hon var dotter till kyrkoherden Nicolaus Emundi och Margareta Figrelius i Rappestads församling. De fick tillsammans barnen Margareta Neokylander som var gift med kyrkoherden Petrus Haqvini Kylander i Västra Hargs församling och studenten Nicolaus Neokylander (1656–1674).